# Palác Ibrahima Paši
Palác Ibrahima Paši (turecky: İbrahim Paşa Sarayı) je rezidence na osmanském sultánském dvoře, která patřila velkovezírovi Ibrahimu Pašovi. Nachází se na náměstí sultána Ahmeda v Istanbulu. Dnes je budova využívána jako Muzeum tureckého a islámského umění.
Dříve se palác nazýval Hippodrom podle své lokace na Hippodromu v Istanbulu. Později byl pojmenován po Ibrahimu Pašovi, který sloužil jako velkovezír sultánovi Sulejmanovi I. od roku 1523 až do své popravy v roce 1536. Oženil se se sultánovou sestrou Hatice Sultan a byl tím pádem vyššího postavení. Společně s ní žil v tomto paláci.
Důležitým příkladem osmanské architektury 16. století je právě tato budova, připomínající stavby Východořímské říše. Podle osmanského historika Solakzade Mehmeta Hemdemiho (1590-1657), není stáří této stavby známé a věří se, že pochází z doby sultána Bayezida II. Budova byla v roce 1521 rozsáhle přestavěna.
Palác zažil spoustu událostí, jako například civilní nepokoje a vzpoury, svatby, festivaly a oslavy. Po uškrcení Ibrahima Paši palác nadále sloužil jako rezidence dalších velkovezírů, ale také jako vojenské cvičiště, velvyslanectví, příjmová kancelář, místo pro osmanské vojenské útvary, ruční práce a vězení.

## Současné využití
Budova byla od vzniku Turecka zanedbávána. Architekt Sedat Çetintaş chtěl tuto prázdnou budovu zbořit, aby zde mohl být vystavěn nový palác, který by sloužil jako soud. V roce 1938 o budově publikoval článek do deníku Cumhuriyet. Tato publikace palác zachránila před demolicí. Nicméně, později byl harém a ambasáda budovy zbořena. Çetintaş bojoval o záchranu budovy dvanáct let.
Zbývající část budovy sloužila jako ministerstvo spravedlnosti v letech 1983 až 2012. Istanbulský katastrální úřad zde sídlil také v druhé části budovy. Nejvýznamnější částí budovy je však muzeum tureckého a islámského umění. V roce 2012 se ministerstvo spravedlnosti přestěhovalo a místo něj dnes zde sídlí ministerstvo kultury. Ministerstvo zabralo jen potřebné prostory a zbytek budovy plně vyhradilo pro výstavy.
Současný ministr kultury Ertuğrul Günay plánuje obnovu zbořených částí paláce.